# Réserve Tumba-Lediima
La réserve de Tumba-Lediima (RTL) est une aire protégée de la république démocratique du Congo. Elle est située dans l’ouest du pays près du Congo-Brazzaville, et est partagée sur les territoires de Bikoro et de Lukolela. Elle fait partie de la binationale lac Tumba-lac Télé aux côtés de la réserve scientifique de Mabali et de la réserve de la Ngiri en République démocratique du Congo, et de la Réserve Communautaire du Lac Télé au Congo-Brazzaville depuis le 5 août 2010.

## Histoire
La réserve de Tumba-Lediima a été créée en 2006. Elle a été incluse dans le site Ramsar Ngiri-Tumba-Maindombe le 24 juillet 2008.